# Delaware County (New York)
Delaware County ist ein County im Bundesstaat New York der Vereinigten Staaten. Bei der Volkszählung im Jahr 2020 hatte das County 44.308 Einwohner und eine Bevölkerungsdichte von 12,1 Einwohnern pro Quadratkilometer. Der Verwaltungssitz (County Seat) ist Delhi.

## Geographie
Das County hat eine Fläche von 3.735,9 Quadratkilometern, wovon 64,8 Quadratkilometer Wasserfläche sind.

### Umliegende Gebiete
| Chenango County   | Otsego County   | Schoharie County |
| Broome County     |                 | Greene County    |
| Wayne County (PA) | Sullivan County | Ulster County    |

## Geschichte

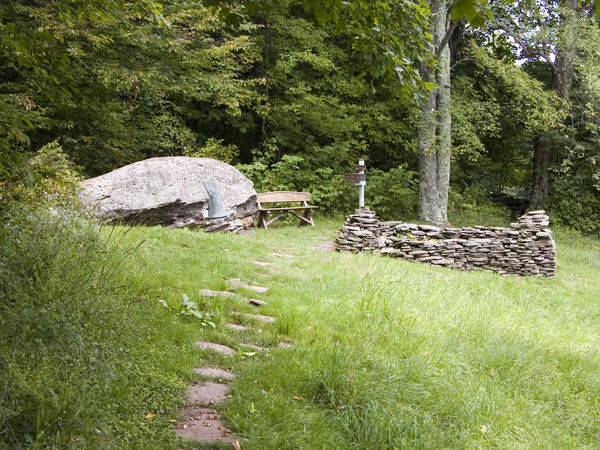
Woodchuck Lodge (2005)

Ein Ort hat den Status einer National Historic Landmark, die Woodchuck Lodge. 65 Bauwerke und Stätten des Countys sind insgesamt im National Register of Historic Places eingetragen (Stand 18. Februar 2018).

### Einwohnerentwicklung
| Jahr      | 1800   | 1810   | 1820   | 1830   | 1840   | 1850   | 1860   | 1870   | 1880   | 1890   |
| --------- | ------ | ------ | ------ | ------ | ------ | ------ | ------ | ------ | ------ | ------ |
| Einwohner | 10.228 | 20.303 | 26.587 | 33.024 | 35.396 | 39.834 | 42.465 | 42.972 | 42.721 | 45.496 |
| Jahr      | 1900   | 1910   | 1920   | 1930   | 1940   | 1950   | 1960   | 1970   | 1980   | 1990   |
| Einwohner | 46.413 | 45.575 | 42.774 | 41.163 | 40.989 | 44.420 | 43.540 | 44.718 | 46.824 | 47.225 |
| Jahr      | 2000   | 2010   | 2020   | 2030   | 2040   | 2050   | 2060   | 2070   | 2080   | 2090   |
| Einwohner | 48.055 | 47.980 | 44.308 |        |        |        |        |        |        |        |

Hinweis: Der Wert von 1810 ist lediglich aus der englischsprachigen Wikipedia ungeprüft übernommen worden, weil die Einwohnerzahlen für 1810 derzeit auf dem Server der Census-Behörde nicht verfügbar sind. (Stand: 1. November 2020)

## Städte und Ortschaften
Zusätzlich zu den unten angeführten selbständigen Gemeinden gibt es im Delaware County mehrere villages und census-designated places.
| Ortschaft    | Status | Einwohner (2010) | Gesamte Fläche [km²] | Landfläche [km²] | Bevölkerungsdichte [Einwohner / km²] | Gründung      | Besonderheit                                         |
| ------------ | ------ | ---------------- | -------------------- | ---------------- | ------------------------------------ | ------------- | ---------------------------------------------------- |
| Andes        | town   | 1.301            | 290,8                | 281,3            | 4,6                                  | 13. Apr. 1819 |                                                      |
| Bovina       | town   | 633              | 115,2                | 114,6            | 5,5                                  | 25. Feb. 1829 |                                                      |
| Colchester   | town   | 2.077            | 368,2                | 354,3            | 5,9                                  | 10. Apr. 1792 |                                                      |
| Davenport    | town   | 2.965            | 134,5                | 133,5            | 22,2                                 | 31. März 1817 |                                                      |
| Delhi        | town   | 5.117            | 167,3                | 166,3            | 30,8                                 | 23. März 1798 | County Seat                                          |
| Deposit      | town   | 1.712            | 115,5                | 111,4            | 15,4                                 | 5. Apr. 1811  | zur eigenständigen Town ernannt: 1880; zuvor village |
| Franklin     | town   | 2.411            | 211,2                | 210,4            | 11,5                                 | 10. Apr. 1792 |                                                      |
| Hamden       | town   | 1.323            | 155,9                | 155,2            | 8,5                                  | 4. Apr. 1825  | Gründungsname: Hampden; umbenannt 17. März 1826      |
| Hancock      | town   | 3.224            | 419,1                | 411,3            | 7,8                                  | 28. März 1806 |                                                      |
| Harpersfield | town   | 1.577            | 109,5                | 108,8            | 14,5                                 | 7. März 1788  |                                                      |
| Kortright    | town   | 1.675            | 162,2                | 161,7            | 10,4                                 | 12. März 1793 |                                                      |
| Masonville   | town   | 1.320            | 141,0                | 140,5            | 9,4                                  | 4. Apr. 1811  |                                                      |
| Meredith     | town   | 1.529            | 151,0                | 150,5            | 10,2                                 | 14. März 1800 |                                                      |
| Middletown   | town   | 3.750            | 252,0                | 250,4            | 15,0                                 | 3. März 1789  |                                                      |
| Roxbury      | town   | 2.502            | 226,9                | 225,6            | 11,1                                 | 23. März 1799 |                                                      |
| Sidney       | town   | 5.774            | 131,1                | 129,3            | 44,7                                 | 7. Apr. 1801  |                                                      |
| Stamford     | town   | 2.267            | 125,9                | 125,6            | 18,0                                 | 10. Apr. 1792 |                                                      |
| Tompkins     | town   | 1.247            | 270,5                | 254,2            | 4,9                                  | 28. Feb. 1806 | Gründungsname: Pinefield; umbenannt 11. März 1808    |
| Walton       | town   | 5.576            | 252,8                | 250,8            | 22,2                                 | 17. März 1797 |                                                      |

### Phantasiestadt
Im County liegt Agloe, eine Papertown. Agloe spielt eine wichtige Rolle in Margos Spuren.